# Cassidinidea bondi
Cassidinidea bondi là một loài chân đều trong họ Sphaeromatidae. Loài này được Van Name miêu tả khoa học năm 1936.